# Поркера (Бергамо)
Поркера је насеље у Италији у округу Бергамо, региону Ломбардија.
Према процени из 2011. у насељу је живело 132 становника. Насеље се налази на надморској висини од 379 м.